# Quartet de corda núm. 13 (Beethoven)
El Quartet de corda núm. 13 en si bemoll major, Op. 130, de Ludwig van Beethoven va ser compost l'any 1825 i estrenat el març de 1826 pel Quartet Schuppanzigh. En la seva publicació de 1827 apareix dedicat al príncep Nikolai Borisovich Golitsyn.
Els tres quartets composts per al príncep Golitsyn presenten un paral·lelisme amb els "Quartets Razumowski". En ambdós casos, el quartet del mig està en una tonalitat menor, mentre que els altres dos estan en tonalitats majors.
Una interpretació completa dura uns 50 minuts.

## Moviments
Aquest quartet consta de set moviments:
1. Adagio, ma non troppo - Allegro
2. Presto
3. Andante con moto, ma non troppo. Poco scherzoso
4. Alla dansa tedesca. Allegro assai.
5. Cavatina. Adagio molto espressivo
6. Große Fuge: Overtura - Allegro - Fuga
7. Finale: Allegro

## Història
Originalment aquest quartet va estar format pels primers sis moviments. No obstant això, la interpretació d'aquest quartet va despertar reaccions adverses. Encara que l'obra en general va ser del gust del públic, el seu últim moviment, la Gran Fuga, va tenir una pèssima recepció, malgrat la convicció de Beethoven que aquest representava el cim de la seva obra. Va ser per això que el seu editor li va suggerir que la reemplacés per un moviment nou, més curt i lleuger que la densa fuga de 14 minuts. En resposta a aquesta comanda, Beethoven va compondre el Finale: Allegro com un final alternatiu, mentre que la Gran Fuga va ser publicada per separat, sota el títol de Große Fuge i catalogada com a Op. 133.
En els concerts actuals els intèrprets, de vegades, són fidels a les intencions originals del compositor i modifiquen l'estructura final tot acabant amb la fuga. Robert Simpson argumenta que és més coherent amb les intencions de Beethoven interpretar el quartet com una obra de set moviments, amb la Große Fuge seguida del final.